# Joseph Arquier
Joseph Arquier (Toló, 1763 - Bordeus, octubre de 1816) fou un compositor francès, violoncel·lista i director d'orquestra.
Director d'orquestra de 1791 al Teatre Molière, de 1793 al teatre de la Gaite, de 1800-1807 al Teatre des Jeunes a París.
Va compondre diverses òperes còmiques, entre elles: El marit corregit i La pell de l'os.